# Carignan, Ardennes
Carignan là một xã trong tỉnh Ardennes, thuộc vùng Grand Est của nước Pháp, có dân số là 3259 người (thời điểm 1999). Xã nằm gần biên giới với Bỉ, không xa Sedan (cách khoảng 20 km).

## Các thành phố kết nghĩa
- Weinsberg, Đức